# India op de Paralympische Zomerspelen 2020
India was een van de landen die deelnam aan de Paralympische Zomerspelen 2020 in Tokio, Japan.

## Medailleoverzicht
| Atletiek     | Sumit                        | Speerwerpen, F64 (m)                 | Goud   |  |  |
| Badminton    | Pramod Bhagat                | Enkelspel, SL3 (m)                   | Goud   |  |  |
| Badminton    | Krishna Nagar                | Enkelspel, SH6 (m)                   | Goud   |  |  |
| Schietsport  | Avani Lekhara                | 10 m luchtgeweer, staand SH1 (v)     | Goud   |  |  |
| Schietsport  | Manish Narwal                | 50 m pistool, SH1 (g)                | Goud   |  |  |
|              |                              |                                      |        |  |  |
| Atletiek     | Devendra                     | Speerwerpen, F46 (m)                 | Zilver |  |  |
| Atletiek     | Yogesh Kathuniya             | Discuswerpen, F56 (m)                | Zilver |  |  |
| Atletiek     | Nishad Kumar                 | Hoogspringen, T47 (m)                | Zilver |  |  |
| Atletiek     | Praveen Kumar                | Hoogspringen, T64 (m)                | Zilver |  |  |
| Atletiek     | Mariyappan Thangavelu        | Hoogspringen, T63 (m)                | Zilver |  |  |
| Badminton    | Suhas Yathiraj               | Enkelspel, SL4 (m)                   | Zilver |  |  |
| Schietsport  | Singhraj                     | 50 m pistool, SH1 (g)                | Zilver |  |  |
| Tafeltennis  | Bhavinaben Hasmukhbhai Patel | Enkelspel, C4 (v)                    | Zilver |  |  |
|              |                              |                                      |        |  |  |
| Atletiek     | Sundar Singh Gurjar          | Speerwerpen, F46 (m)                 | Brons  |  |  |
| Atletiek     | Sharad Kumar                 | Hoogspringen, T63 (m)                | Brons  |  |  |
| Badminton    | Manoj Sarkar                 | Enkelspel, SL3 (m)                   | Brons  |  |  |
| Boogschieten | Harvinder Singh              | Individueel, recurve open (m)        | Brons  |  |  |
| Schietsport  | Avani Lekhara                | 50 m luchtgeweer, 3 posities SH1 (v) | Brons  |  |  |
| Schietsport  | Singhraj                     | 10 m luchtpistool, SH1 (g)           | Brons  |  |  |

## Deelnemers en resultaten
(m) = mannen, (v) = vrouwen, (g) = gemengd 

### Atletiek

#### Baanonderdelen
| Atleet | Onderdeel      | Series    | Series | Finale              | Finale              |
| Atleet | Onderdeel      | Resultaat | Rang   | Resultaat           | Rang                |
| ------ | -------------- | --------- | ------ | ------------------- | ------------------- |
| Simran | 100 m, T13 (v) | 0:12.96   | 13e    | Niet gekwalificeerd | Niet gekwalificeerd |

#### Veldonderdelen
| Paralympiër                | Onderdeel             | Resultaat | Prestatie         |
| -------------------------- | --------------------- | --------- | ----------------- |
| Ajeet Singh                | Speerwerpen, F46 (m)  | 8e        | 56.15             |
| Arvind                     | Kogelstoten, F35 (m)  | 7e        | 13.48             |
| Ranjeet Bhati              | Speerwerpen, F57 (m)  | NM        | Geen geldige worp |
| Varun Singh Bhati          | Hoogspringen, T63 (m) | 7e        | 1.77              |
| Devendra                   | Speerwerpen, F46 (m)  | Zilver    | 64.35             |
| Dharambir                  | Kegelwerpen, F51 (m)  | 8e        | 25.59             |
| Sundar Singh Gurjar        | Speerwerpen, F46 (m)  | Brons     | 64.01             |
| Yogesh Kathuniya           | Discuswerpen, F56 (m) | Zilver    | 44.38             |
| Amit Kumar Kumar           | Kegelwerpen, F51 (m)  | 5e        | 27.77             |
| Sharad Kumar               | Hoogspringen, T63 (m) | Brons     | 1.83              |
| Navdeep                    | Speerwerpen, F41 (m)  | 4e        | 40.80             |
| Nishad Kumar               | Hoogspringen, T47 (m) | Zilver    | 2.06              |
| Praveen Kumar              | Hoogspringen, T64 (m) | Zilver    | 2.07              |
| Ram Pal                    | Hoogspringen, T47 (m) | 5e        | 1.94              |
| Soman Rana                 | Kogelstoten, F57 (m)  | 4e        | 13.81             |
| Sandeep                    | Speerwerpen, F64 (m)  | 4e        | 62.20             |
| Sumit                      | Speerwerpen, F64 (m)  | Goud      | 68.55             |
| Tek Chand                  | Kogelstoten, F55 (m)  | 8e        | 9.04              |
| Mariyappan Thangavelu      | Hoogspringen, T63 (m) | Zilver    | 1.86              |
| Vinod Kumar                | Discuswerpen, F52 (m) | DNS       | Niet gestart      |
|                            |                       |           |                   |
| Ekta Bhyan                 | Kegelwerpen, F51 (v)  | 8e        | 8.38              |
| Bhagyashri Mahavrao Jadhav | Kogelstoten, F34 (v)  | 7e        | 7.00              |
| Kashish Lakra              | Kegelwerpen, F51 (v)  | 6e        | 12.66             |

### Badminton
| Paralympiër                          | Onderdeel               | Groepsfase                            | Groepsfase                    | Groepsfase                       | Groepsfase           | Positie | Finalefase                   | Finalefase                     | Finalefase                     | Plaats |
| Paralympiër                          | Onderdeel               | Wedstrijd I                           | Wedstrijd II                  | Wedstrijd III                    | Wedstrijd IV         | Positie | Kwartfinale                  | Halve finale                   | (Troost)finale                 | Plaats |
| Paralympiër                          | Onderdeel               | Tegenstander Uitslag                  | Tegenstander Uitslag          | Tegenstander Uitslag             | Tegenstander Uitslag | Positie | Tegenstander Uitslag         | Tegenstander Uitslag           | Tegenstander Uitslag           | Plaats |
| ------------------------------------ | ----------------------- | ------------------------------------- | ----------------------------- | -------------------------------- | -------------------- | ------- | ---------------------------- | ------------------------------ | ------------------------------ | ------ |
| Pramod Bhagat                        | Enkelspel, SL3 (m)      | UKR Oleksandr Chyrkov W met 2-0       | IND Manoj Sarkar W met 2-1    | Niet van toepassing              | Niet van toepassing  | 1e      | Niet van toepassing          | JPN Daisuke Fujihara W met 2-0 | GBR Daniel Bethell W met 2-0   | Goud   |
| Krishna Nagar                        | Enkelspel, SH6 (m)      | BRA Vitor Goncalves Tavares W met 2-0 | MAS Didin Taresoh W met 2-0   | Niet van toepassing              | Niet van toepassing  | 1e      | Niet van toepassing          | GBR Krysten Coombs W met 2-0   | HKG Chu Man Kai W met 2-1      | Goud   |
| Manoj Sarkar                         | Enkelspel, SL3 (m)      | UKR Oleksandr Chyrkov W met 2-0       | IND Pramod Bhagat V met 1-2   | Niet van toepassing              | Niet van toepassing  | 2e      | Niet van toepassing          | GBR Daniel Bethell V met 0-2   | JPN Daisuke Fujihara W met 2-0 | Brons  |
| Tarun                                | Enkelspel, SL4 (m)      | INA Fredy Setiawan V met 0-2          | KOR Shin Kyung Hwan W met 2-1 | THA Siripong Teamarrom W met 2-0 | Niet van toepassing  | 2e      | Niet van toepassing          | FRA Lucas Mazur V met 1-2      | INA Fredy Setiawan V met 0-2   | 4e     |
| Suhas Yathiraj                       | Enkelspel, SL4 (m)      | FRA Lucas Mazur V met 0-2             | INA Hary Susanto W met 2-0    | GER Jan Niklas Pott W met 2-0    | Niet van toepassing  | 2e      | Niet van toepassing          | INA Fredy Setiawan W met 2-0   | FRA Lucas Mazur V met 1-2      | Zilver |
|                                      |                         |                                       |                               |                                  |                      |         |                              |                                |                                |        |
| Palak Kohli                          | Enkelspel, SU5 (v)      | TUR Zehra Baglar W met 2-0            | JPN Ayako Suzuki V met 0-2    | Niet van toepassing              | Niet van toepassing  | 2e      | JPN Kaede Kameyama V met 0-2 | Uitgeschakeld                  | Uitgeschakeld                  | 5e     |
| Parul Dalsukhbhai Parmar             | Enkelspel, SL4 (v)      | GER Katrin Seibert V met 1-2          | CHN Cheng Hefang V met 0-2    | Niet van toepassing              | Niet van toepassing  | 3e      | Niet gekwalificeerd          | Niet gekwalificeerd            | Niet gekwalificeerd            | 10e    |
| Parul Dalsukhbhai Parmar Palak Kohli | Dubbelspel, SL3-SU5 (v) | Frankrijk V met 0-2                   | China V met 0-2               | Niet van toepassing              | Niet van toepassing  | 3e      | Niet gekwalificeerd          | Niet gekwalificeerd            | Niet gekwalificeerd            | 5e     |
|                                      |                         |                                       |                               |                                  |                      |         |                              |                                |                                |        |
| Pramod Bhagat Palak Kohli            | Dubbelspel, SL3-SU5 (g) | Thailand W met 2-0                    | Frankrijk V met 1-2           | Niet van toepassing              | Niet van toepassing  | 2e      | Niet van toepassing          | Indonesië V met 0-2            | Japan V met 0-2                | 4e     |

### Bankdrukken
| Paralympiër     | Onderdeel  | Resultaat | Prestatie           |
| --------------- | ---------- | --------- | ------------------- |
| Jaideep Jaideep | -65 kg (m) | NM        | Geen geldige poging |
|                 |            |           |                     |
| Sakina Khatun   | -50 kg (v) | 5e        | 93.0                |

### Boogschieten
| Paralympiër              | Onderdeel                      | Kwalificatie | Kwalificatie | 1e ronde             | 2e ronde                                  | 3e ronde                          | Kwartfinale                    | Halve finale               | (troost)Finale           | Rang  |
| Paralympiër              | Onderdeel                      | Score        | Positie      | Tegenstander Uitslag | Tegenstander Uitslag                      | Tegenstander Uitslag              | Tegenstander Uitslag           | Tegenstander Uitslag       | Tegenstander Uitslag     | Rang  |
| ------------------------ | ------------------------------ | ------------ | ------------ | -------------------- | ----------------------------------------- | --------------------------------- | ------------------------------ | -------------------------- | ------------------------ | ----- |
| Rakesh Kumar             | Individueel, compound open (m) | 699          | 3e           | Bye                  | HKG Ngai Ka Chuen W met 144-131           | SVK Marian Marecak Wmet 140-137   | CHN Ai Xinliang V met 143-145  | Uitgeschakeld              | Uitgeschakeld            | 5e    |
| Harvinder Singh          | Individueel, recurve open (m)  | 600          | 21e          | Niet van toepassing  | ITA Stefano Travisani W met 6-5           | RPC Bato Tsydendorzhiev W met 6-5 | GER Maik Szarszewski W met 6-2 | USA Kevin Mather V met 4-6 | KOR Kim Min Su W met 6-5 | Brons |
| Shyam Sundar Swami       | Individueel, compound open (m) | 682          | 21e          | Bye                  | USA Matt Stutzman V met 139-142           | Uitgeschakeld                     | Uitgeschakeld                  | Uitgeschakeld              | Uitgeschakeld            | 17e   |
| Chikara Vivek            | Individueel, recurve open (m)  | 609          | 10e          | Niet van toepassing  | SRI Sampath Bandara Megahamulea W met 6-2 | GBR David Phillips V met 3-7      | Uitgeschakeld                  | Uitgeschakeld              | Uitgeschakeld            | 9e    |
|                          |                                |              |              |                      |                                           |                                   |                                |                            |                          |       |
| Jyoti Jyoti              | Individueel, compound open (v) | 671          | 15e          | Niet van toepassing  | IRL Kerrie-Louise Leonard V met 137-141   | Uitgeschakeld                     | Uitgeschakeld                  | Uitgeschakeld              | Uitgeschakeld            | 17e   |
|                          |                                |              |              |                      |                                           |                                   |                                |                            |                          |       |
| Jyoti Jyoti Rakesh Kumar | Team, compound open (g)        | 1370         | 6e           | Niet van toepassing  | Niet van toepassing                       | Thailand W met 147-141            | Turkije V met 151-153          | Uitgeschakeld              | Uitgeschakeld            | 5e    |

### Kanovaren
| Atleet       | Onderdeel                 | Heats     | Heats | Halve finale | Halve finale | A/B finale | A/B finale |
| Atleet       | Onderdeel                 | Resultaat | Rang  | Resultaat    | Rang         | Resultaat  | Rang       |
| ------------ | ------------------------- | --------- | ----- | ------------ | ------------ | ---------- | ---------- |
| Prachi Yadav | Eenpersoons Va'a, VL2 (v) | 1:11.098  | 9e    | 1:07.397     | 6e QA        | 1:07.329   | 8e         |

### Schietsport
| Paralympiër              | Onderdeel                            | Resultaat | Resultaat | Prestatie           | Prestatie           |
| Paralympiër              | Onderdeel                            | Score     | Rang      | Score               | Rang                |
| ------------------------ | ------------------------------------ | --------- | --------- | ------------------- | ------------------- |
| Akash                    | 25 m pistool, SH1 (g)                | 551.0     | 20e       | Niet gekwalificeerd | Niet gekwalificeerd |
| Akash                    | 50 m pistool, SH1 (g)                | 507.0     | 27e       | Niet gekwalificeerd | Niet gekwalificeerd |
| Sidhartha Babu           | 10 m luchtgeweer, liggend SH1 (g)    | 625.5     | 40e       | Niet gekwalificeerd | Niet gekwalificeerd |
| Sidhartha Babu           | 50 m geweer, liggend SH1 (g)         | 617.2     | 9e        | Niet gekwalificeerd | Niet gekwalificeerd |
| Deepak                   | 10 m luchtgeweer, staand SH1 (m)     | 592.6     | 20e       | Niet gekwalificeerd | Niet gekwalificeerd |
| Deepak                   | 50 m geweer, 3 posities SH1 (m)      | 1114.0    | 18e       | Niet gekwalificeerd | Niet gekwalificeerd |
| Deepak                   | 10 m luchtgeweer, liggend SH1 (g)    | 624.9     | 43e       | Niet gekwalificeerd | Niet gekwalificeerd |
| Deepak                   | 50 m geweer, liggend SH1 (g)         | 602.2     | 46e       | Niet gekwalificeerd | Niet gekwalificeerd |
| Manish Narwal            | 10 m luchtpistool, SH1 (m)           | 575.0     | 1e        | 135.8               | 7e                  |
| Manish Narwal            | 50 m pistool, SH1 (g)                | 533.0     | 7e        | 218.2               | Goud                |
| Rahul Jakhar             | 25 m pistool, SH1 (g)                | 576.0     | 2e        | 12.0                | 5e                  |
| Deepender Singh          | 10 m luchtpistool, SH1 (m)           | 560.0     | 10e       | Niet gekwalificeerd | Niet gekwalificeerd |
| Singhraj                 | 10 m luchtpistool, SH1 (m)           | 569.0     | 6e        | 216.8               | Brons               |
| Singhraj                 | 50 m pistool, SH1 (g)                | 536.0     | 4e        | 216.7               | Zilver              |
| Swaroop Mahavir Unhalkar | 10 m luchtgeweer, staand SH1 (m)     | 615.2     | 7e        | 203.9               | 4e                  |
|                          |                                      |           |           |                     |                     |
| Rubina Francis           | 10 m luchtpistool, SH1 (v)           | 560.0     | 7e        | 128.5               | 7e                  |
| Avani Lekhara            | 10 m luchtgeweer, staand SH1 (v)     | 621.7     | 7e        | 249.6               | Goud                |
| Avani Lekhara            | 50 m luchtgeweer, 3 posities SH1 (v) | 1176.0    | 2e        | 445.9               | Brons               |
| Avani Lekhara            | 10 m luchtgeweer, liggend SH1 (g)    | 629.7     | 27e       | Niet gekwalificeerd | Niet gekwalificeerd |
| Avani Lekhara            | 50 m geweer, liggend SH1 (g)         | 612.0     | 28e       | Niet gekwalificeerd | Niet gekwalificeerd |

### Taekwondo
| Paralympiër | Onderdeel       | Resultaat | Prestatie |
| ----------- | --------------- | --------- | --- |
| Aruna       | -49 kg, K44 (v) | 9e        | 1/8e finale: W van SRB Danijela Jovanovic met 29-9 Kwartfinale: V van PER Leonor Espinoza Carranza met 21-84 Herkansingen, 1e ronde: V van AZE Royala Fataliyeva (niet gestart) |

### Tafeltennis
| Paralympiër                                          | Onderdeel         | Groepsfase              | Groepsfase                     | Groepsfase           | Positie             | Finalefase                   | Finalefase                             | Finalefase               | Finalefase              | Plaats |
| Paralympiër                                          | Onderdeel         | Wedstrijd I             | Wedstrijd II                   | Wedstrijd III        | Positie             | 1/8e finale                  | Kwartfinale                            | Halve finale             | Finale                  | Plaats |
| Paralympiër                                          | Onderdeel         | Tegenstander Uitslag    | Tegenstander Uitslag           | Tegenstander Uitslag | Positie             | Tegenstander Uitslag         | Tegenstander Uitslag                   | Tegenstander Uitslag     | Tegenstander Uitslag    | Plaats |
| ---------------------------------------------------- | ----------------- | ----------------------- | ------------------------------ | -------------------- | ------------------- | ---------------------------- | -------------------------------------- | ------------------------ | ----------------------- | ------ |
| Bhavinaben Hasmukhbhai Patel                         | Enkelspel, C4 (v) | CHN Zhou Ying V met 0-3 | GBR Megan Shackleton W met 3-1 | Niet van toepassing  | 2e                  | BRA Joyce Oliveira W met 3-0 | SRB Borislava Peric-Rankovic W met 3-0 | CHN Zhang Miao W met 3-2 | CHN Zhou Ying V met 0-3 | Zilver |
| Sonalben Manubhai Patel                              | Enkelspel, C3 (v) | CHN Li Qian V met 2-3   | KOR Lee Mi-Gyu V met 1-3       | Niet van toepassing  | 3e                  | Niet gekwalificeerd          | Niet gekwalificeerd                    | Niet gekwalificeerd      | Niet gekwalificeerd     | 11e    |
| Bhavinaben Hasmukhbhai Patel Sonalben Manubhai Patel | Team, C4-5 (v)    | Niet van toepassing     | Niet van toepassing            | Niet van toepassing  | Niet van toepassing | Niet van toepassing          | China V met 0-2                        | Uitgeschakeld            | Uitgeschakeld           | 5e     |

### Zwemmen
| Atleet                | Onderdeel                             | Series              | Series              | Finale              | Finale              |
| Atleet                | Onderdeel                             | Resultaat           | Rang                | Resultaat           | Rang                |
| --------------------- | ------------------------------------- | ------------------- | ------------------- | ------------------- | ------------------- |
| Suyash Narayan Jadhav | 100 m schoolslag, SB7 (m)             | Niet van toepassing | Niet van toepassing | Gediskwalificeerd   | DSQ                 |
| Suyash Narayan Jadhav | 50 m vlinderslag, S7 (m)              | 0:32.36             | 10e                 | Niet gekwalificeerd | Niet gekwalificeerd |
| Suyash Narayan Jadhav | 200 m individuele wisselslag, SM7 (m) | Niet gestart        | DNS                 | Niet gekwalificeerd | Niet gekwalificeerd |
| Niranjan Mukundan     | 50 m vlinderslag, S7 (m)              | 0:33.82             | 11e                 | Niet gekwalificeerd | Niet gekwalificeerd |

Afghanistan · 
Algerije · 
Amerikaanse Maagdeneilanden · 
Angola · 
Argentinië · 
Armenië · 
Aruba · 
Australië · 
Azerbeidzjan · 
Bahrein · 
Barbados · 
Belarus · 
België · 
Benin · 
Bermuda · 
Bosnië en Herzegovina · 
Botswana · 
Brazilië · 
Bulgarije · 
Burkina Faso · 
Burundi · 
Cambodja · 
Canada · 
Centraal-Afrikaanse Republiek · 
Chili · 
China · 
Chinees Taipei · 
Colombia · 
Congo-Brazzaville · 
Congo-Kinshasa · 
Costa Rica · 
Cuba · 
Cyprus · 
Denemarken · 
Dominicaanse Republiek · 
Duitsland · 
Ecuador · 
Egypte · 
El Salvador · 
Estland · 
Ethiopië · 
Faeröer · 
Fiji · 
Filipijnen · 
Finland · 
Frankrijk · 
Gabon · 
Gambia · 
Georgië · 
Ghana · 
Griekenland · 
Groot-Brittannië · 
Guatemala · 
Guinee · 
Guinee‑Bissau · 
Haïti · 
Honduras · 
Hongarije · 
Hongkong · 
Ierland · 
IJsland · 
India · 
Indonesië · 
Irak · 
Iran · 
Israël · 
Italië · 
Ivoorkust · 
Jamaica · 
Japan · 
Jordanië · 
Kaapverdië · 
Kameroen · 
Kazachstan · 
Kenia · 
Kirgizië · 
Koeweit · 
Kroatië · 
Laos · 
Lesotho · 
Letland · 
Libanon · 
Liberia · 
Libië · 
Litouwen · 
Luxemburg · 
Madagaskar · 
Maleisië · 
Mali · 
Malta · 
Marokko · 
Mauritius · 
Mexico · 
Moldavië · 
Mongolië · 
Montenegro · 
Mozambique · 
Namibië · 
Nederland · 
Nepal · 
Nicaragua · 
Nieuw-Zeeland · 
Niger · 
Nigeria · 
Noord-Macedonië · 
Noorwegen · 
Oeganda · 
Oekraïne · 
Oezbekistan · 
Oman · 
Oostenrijk · 
Pakistan · 
Palestina · 
Panama · 
Papoea-Nieuw-Guinea · 
Peru · 
Polen · 
Portugal · 
Puerto Rico · 
Qatar · 
Roemenië · 
Russisch Paralympisch Comité ·
Rwanda · 
Saint Vincent en Grenadines · 
Samoa · 
Saoedi-Arabië · 
Sao Tomé en Principe · 
Senegal · 
Servië · 
Seychellen · 
Sierra Leone · 
Singapore · 
Slovenië · 
Slowakije · 
Somalië · 
Spanje · 
Sri Lanka · 
Syrië · 
Tadzjikistan · 
Tanzania · 
Thailand · 
Togo · 
Tonga · 
Trinidad en Tobago · 
Tsjechië · 
Tunesië · 
Turkije · 
Turkmenistan · 
Uruguay · 
Venezuela · 
Verenigde Arabische Emiraten · 
Verenigde Staten · 
Vietnam · 
Zimbabwe · 
Zuid-Afrika · 
Zuid-Korea · 
Zweden · 
Zwitserland
Paralympisch Vluchtelingen Team